# Gay Times
Gay Times (comercializada como GT) es una revista inglesa de temática LGBT dirigida tanto a hombres homosexuales como bisexuales.

## Publicación y contenido
La revista está publicada bajo el sello de Millivres Prowler Group Ltd. y posee un magazín hermano, Diva, para lesbianas. El primer número de Gay Times apareció en 1984 cuando surgió del magazín HIM, originario de 1975. AXM, una revista más joven que Gay Times y rival de Attitude, se edita bajo la misma compañía.